# Seborrhoea oleosa
Seborrhoea oleosa („öliger Talgfluss“) ist eine Form der Seborrhö und bezeichnet eine krankhaft gesteigerte Talgproduktion der Haut.
In der Haut kommt es zu einer vermehrten Produktion der Schweiß- und Talgdrüsen, wodurch meist ein alkalischer pH-Wert entsteht. Der Feuchtigkeitsgehalt der Haut ist meist normal. Der Anteil der freien Fettsäuren in der Talgzusammensetzung ist erhöht. Es treten zahlreiche Hautunreinheiten auf (Papel, Pustel, Milien, Komedones). Insgesamt kommt es beim äußerlichen Erscheinungsbild zu einer fettig-glänzender Beschaffenheit der Haut und fettig-strähnigen Haaren.